# پولاونو
پولاونو (به ایتالیایی: Polaveno) یک کومونه در ایتالیا است که در استان برشا واقع شده‌است.

## خصوصیات
پولاونو ۹ کیلومترمربع مساحت و ۲٬۶۷۲ نفر جمعیت دارد و ۵۶۰ متر بالاتر از سطح دریا واقع شده‌است.